# Veľké Trakany
Veľké Trakany este o comună slovacă, aflată în districtul Trebišov din regiunea Košice. Localitatea se află la altitudinea de 101 m deasupra n.m., se întinde pe o suprafață de 10,5 km2 și în 2017 număra 1.443 de locuitori. Se învecinează cu Čierna nad Tisou, Malé Trakany, Győröcske, Tiszabezdéd, Zemplénagárd, Dámóc și Biel.

## Istoric
Localitatea Veľké Trakany este atestată documentar din 1320.

## Demografie
| An:                | 1994 | 2004    | 2014   | 2024   |
| ------------------ | ---- | ------- | ------ | ------ |
| Număr de persoane: | 1242 | 1399    | 1417   | 1532   |
| Diferență:         |      | +12,64% | +1,28% | +8,11% |

| An:                | 2023 | 2024   |
| ------------------ | ---- | ------ |
| Număr de persoane: | 1515 | 1532   |
| Diferență:         |      | +1,12% |